# Черняковицы
Черняковицы — деревня в Торошинской волости Псковского района Псковской области России.
Расположена в 10 км к северо-востоку от Пскова на реке Пскова. Железнодорожная станция (остановочный пункт) «Черняковицы» на участке Псков—Струги Красные—Луга—Санкт-Петербург.
| 2001 | 2002 | 2010 |
| ---- | ---- | ---- |
| 103  | ↘100 | ↘91  |

В 1 км к югу от деревни (и в 2 км от ж.д. станции) проходит трасса Санкт-Петербург — Псков — Киев М20.
В окружении деревни тянутся с юго-запада на северо-восток садоводческие некоммерческие товарищества (СНТ): «Черняковицы», «Черняковицы-1», «Черняковицы-2», «Железнодорожник», «Радиодеталь-2», «Антей», «ТЭЦ-18», «Машиностроитель», «Юбилейное», «Дубки», «Берёзка», «Выдвиженец», «Строитель». Располагался пионерский лагерь.